# Victoria (Texas)
Victoria és una població dels Estats Units a l'estat de Texas. Segons el cens del 2000 tenia 60.603 habitants.

## Demografia
Segons el cens del 2000, Victoria tenia 60.603 habitants, 22.129 habitatges, i 15.755 famílies. La densitat de població era de 709,7 habitants per km².
Per edats la població es repartia de la següent manera: un 28,8% tenia menys de 18 anys, un 9,7% entre 18 i 24, un 28% entre 25 i 44, un 21% de 45 a 60 i un 12,6% 65 anys o més.
L'edat mediana era de 34 anys. Per cada 100 dones de 18 o més anys hi havia 88,8 homes.
La renda mediana per habitatge era de 36.829$ i la renda mediana per família de 42.866$. Els homes tenien una renda mediana de 34.184$ mentre que les dones 21.161$. La renda per capita de la població era de 19.009$. Aproximadament el 12,2% de les famílies i el 14,7% de la població estaven per davall del llindar de pobresa.

## Poblacions més properes
El següent diagrama mostra les poblacions més properes.